# José Anigo
José Anigo (nacido el 15 de abril de 1961 en Marsella, Francia) es un exfutbolista, entrenador y director deportivo francés. Actualmente es el director deportivo del Olympiakos Fútbol Club.

## Carrera como entrenador
Inicios
José Anigo se estrenó como técnico profesional dirigiendo al US Endoume en 1995. Al año siguiente, pasó al GS Consolat.
Olympique de Marsella
En 1997, Anigo llegó al Olympique de Marsella para trabajar en su centro de formación. En 2001, Anigo tuvo una breve actuación al mando del primer equipo del Olympique de Marsella en el comienzo de la temporada 2001-2002, tras la dimisión de Tomislav Ivić, antes de volver a trabajar con la cantera del equipo francés al ser relevado por el tándem Marc Levy y Josip Skoblar.
En enero de 2004, Alain Perrin fue despedido debido a unos resultados decepcionantes. Esta fue otra oportunidad para que José Anigo se hiciera cargo del primer equipo del Olympique de Marsella, que demostró tener una fiable defensa y un importante goleador en Didier Drogba. Bajo su mando, el equipo llegó a la final de la Copa de la UEFA 2003-04, eliminando a Liverpool, Inter de Milán y Newcastle United. Sin embargo, el conjunto marsellés perdió la final ante el Valencia CF. En la Ligue 1 2003-04 no logró remontar el vuelo, pasando de la 6.ª posición en la jornada 18 (cuando bajó al banquillo del Vélodrome) a la 7.ª plaza al término del curso. Tras esta buena actuación en Europa, Anigo siguió como entrenador del OM en la temporada 2004-2005. Sin embargo, tras la marcha de Didier Drogba y un flojo rendimiento del equipo francés, Anigo renunció a su puesto en noviembre de 2004, después de dos derrotas consecutivas, dejando al equipo como 7.º clasificado tras 15 partidos de Liga.
A pesar de su dimisión, permaneció en la entidad y se convirtió en el director deportivo durante la temporada 2005-2006. Desde ese cargo, contribuyó al progreso del Marsella durante los años venideros, con la contratación de jugadores como Franck Ribéry, Mamadou Niang, Mathieu Valbuena y Steve Mandanda. Bajo la dirección de Didier Deschamps, el Marsella ganó la Ligue 1 2009-10 y también fue campeón de la Copa de la Liga tres veces consecutivas en 2010, 2011 y 2012.
El 7 de diciembre de 2013, fue nombrado nuevamente entrenador interino para sustituir a Élie Baup. No pudo mejorar los registros de su predecesor (33 puntos en 21 partidos por 27 en 17), y el Marsella terminó 6.º (fuera de los puestos europeos). Una vez terminada la Ligue 1 2013-14, dejó su puesto a Marcelo Bielsa. Posteriormente, Anigo afirmó que no quería volver a entrenar al Marsella, aunque trabajó como ojeador para el club en Marruecos.
Espérance Sportive de Tunis
El 21 de junio de 2015, fue anunciado como nuevo técnico del Espérance Sportive de Tunis. Sin embargo, sólo estuvo seis partidos al frente del mismo antes de dejar el club.
Levadiakos
El 28 de julio de 2017, se convirtió en el nuevo entrenador de Levadiakos de la Superliga de Grecia, al que llevó a la 10.ª posición en la clasificación.
Panionios
El 13 de junio de 2018, fichó por el Panionios de Atenas. Sin embargo, fue destituido el 3 de diciembre del mismo año.
Nottingham Forest
El 15 de octubre de 2019, fue contratado por el Nottingham Forest como nuevo responsable de fichajes internacionales.
Olympiacos
El 3 de abril de 2023, asumió el puesto de entrenador interino del Olympiacos, reemplazando al dimisionario Míchel González.

## Clubes

### Como jugador
| Club                  | País    | Año       | Partidos | Goles |
| --------------------- | ------- | --------- | -------- | ----- |
| Olympique de Marsella | Francia | 1979-1987 | 206      | 4     |
| Nîmes Olympique       | Francia | 1987-1990 | 42       | 0     |
| US Endoume            | Francia | 1990-1993 |          |       |
| SO Cassis Carnoux     | Francia | 1993-1994 |          |       |
| US Endoume            | Francia | 1994-1995 |          |       |

### Como entrenador
| Club                        | País    | Año       | P  | PG | PE | PP | % v.  |
| --------------------------- | ------- | --------- | -- | -- | -- | -- | ----- |
| US Endoume                  | Francia | 1995-1996 | 29 | 10 | 10 | 9  | 34.48 |
| GS Consolat                 | Francia | 1996-1997 | 22 | 8  | 5  | 9  | 36.36 |
| Olympique de Marsella       | Francia | 2001      | 4  | 0  | 2  | 2  | 0     |
| Olympique de Marsella       | Francia | 2004      | 44 | 18 | 13 | 13 | 40.91 |
| Olympique de Marsella       | Francia | 2013-2014 | 26 | 10 | 9  | 7  | 38.46 |
| Espérance Sportive de Tunis | Túnez   | 2015      | 6  | 2  | 0  | 4  | 33.33 |
| Levadiakos                  | Grecia  | 2017-2018 | 30 | 8  | 10 | 12 | 26.67 |
| Panionios de Atenas         | Grecia  | 2018      | 12 | 5  | 2  | 5  | 41.67 |
| Olympiakos Fútbol Club      | Grecia  | 2023      |    |    |    |    |       |